# Sabei (Harran)
I Sabei (in arabo صابئة‎?, Ṣābiʾa; in greco: σεβεοι/σεβομενοι; in ebraico הצאבאים‎?) sono stati una corrente religiosa di ispirazione giudaica che abitava nella regione di Harran, un'area compresa tra l'Anatolia Sud Orientale e il nord della Siria. La loro esistenza è attestata per la prima volta nel Corano, dove i Sabei sono menzionati assieme alle altre due religioni del Libro, in formule quali « i Giudei, i Sabei e i Nazareni » (Sura 2, vv. 62 e Sura 5, vv. 69) , includendoli cioè tra la "Gente del Libro" ( Ahl al-Kitāb ): ebrei, cristiani e zoroastriani, meritevoli di protezione (dhimma) in caso di affermazione politica dell'Islam. Il loro nome è citato anche negli hadith, dove sono indicati come convertiti all'islam, ma nella letteratura islamica più tardiva (X secolo) la loro specifica identità diviene soggetto di inchiesta. Sono citati nel Libro di Giobbe.
Non vanno confusi con i Sabei del regno di Saba (Sheba), abitanti della regione dello Yemen e dell'Etiopia dal II millennio a.C., dal momento che la loro iniziale in arabo è la consonante "Sīn", anziché la "Ṣād", benché un motivo di confusione sia dato dal fatto che almeno una tribù di Sheba, gli Ansar, era nota per aver adottato la religione dei Sābiʾa Ḥunafāʾ (Ḥanīf sabei).

## Etimologia
L'endonimo religioso Sābiʾūn deriverebbe secondo l'etimologia tradizionale islamica dal verbo saba'a, che si riferisce all'azione di abbandonare una religione ed entrare in un'altra, con il significato dunque di proseliti. Secondo l'interpretazione più recente (Judah Segal, 1963), il nome deriverebbe dalla radice siriaca < s-b-ʾ > (s-b-a), che si riferirebbe alla conversione attraverso l'immersione rituale in acqua. In seguito il nome derivato da questa radice è stato riferito a proseliti "giudaizzati" , cioè non-convertiti, che rispettavano alcune pratiche dell'ebraismo; quindi furono successivamente chiamati Theosebeians "timorati di Dio", Sebomenoi"credenti", or Phobeomenoi ("uomini pii") nelle fonti greche. L'etimologia greca di sebomai, applicata ai proseliti, riporta alla parola eusebeia , che sta ad indicare una forma di pietà e reverenza o di venerazione.

## Storia
Non è chiaro chi fossero i Sabei. Praticavano l'iniziazione attraverso l'immersione rituale, rievocando in tal modo l'inondazione del mondo durante il Diluvio di Noè, che ripulì la Terra dagli uomini dediti al peccato. L'immersione rituale nell'acqua corrente aveva un ruolo importante nelle religioni sabee; tale pratica aveva il significato di una condanna della natura peccaminosa dell'uomo ed era segno di sottomissione e timore di Dio. Vi sono molte ipotesi secondo le quali da questo atto derivi il nome stesso della loro religione.
Nel VII secolo gli autori islamici menzionano non soltanto i Sabei presenti nella regione irachena del Sawad, che corrispondono ai Sabei indicati nel Corano, ma anche la tribù degli Ansar nella penisola arabica, che praticava questa stessa religione; inoltre comunità di Sabei erano presenti anche presso i fiumi Tigri ed Eufrate nelle regioni irachene di Kutha (a sud di Ctesifonte-Seleucia), di Kufa, di Mesene (antica Charax Spasinu, sullo Shaṭṭ al-ʿArab) e di Mawṣil.
I Sabei di Arabia e Nabatea si sarebbero convertiti all'islam al tempo del Califfo ʿUmar verso il 639, pertanto i ḥadīth li presentano come convertiti all'islam, mentre nel Corano non lo sono ancora, benché già indicati come genti del Libro, cioè giudaizzati, in quanto eseguivano il rito del battesimo per immersione.
Essi esistevano già prima del profeta Maometto, con lui condividevano la pratica di raccogliersi in preghiera in grotte per ricevere la rivelazione di Dio « Lā ilāha illā Allāh » e sembra che i primi musulmani fossero identificati con i Sabei.
Secondo la tradizione musulmana, i Sabei adoperavano il libro sacro chiamato Zabur, che sarebbe stato donato al re Davide in quanto profeta di Israele prima che Maometto profetizzasse il Corano agli Arabi. Secondo molti studiosi moderni lo Zabur sarebbe una versione del libro dei Salmi, il cui primo nucleo più antico è tradizionalmente attribuito al re Davide (X secolo a.C.) e i Sabei potrebbero identificarsi con la setta essena Yahad, i cui manoscritti ritrovati nelle grotte di Qumran sul mar Morto indicano che la setta dava a questo libro una grande importanza.
Per Abū Ḥanīfa al-Numan (m. 767), fondatore della principale scuola teologica sunnita, che da lui prende il nome, i Sabei che vivevano nella città irachena di Kufa « leggevano lo Zabur e si situavano a metà tra giudaismo e cristianesimo »; e la maggior parte dei suoi contemporanei si conformò a questa interpretazione normativa, riconoscendo alla religione sabeista la dignità di un culto pienamente monoteista e non idolatrico, tutelata quindi dalla legge coranica. 
Khalīl ibn Aḥmad (m. 786), ad esempio, insegna che questi credenti « appartenessero » al profeta Noè.
Lo storico ʿAbd al-Raḥmān Ibn Zayd (m. 798) narra che i sābiʾūn « vivevano nella regione di Mossul (Jazirat al-Mawsil) e credevano in un Dio unico», inoltre « i sābiʾūn non credevano al profeta e messaggero Maometto, tuttavia i politeisti erano noti dire del Profeta e dei suoi compagni che fossero dei Sabei (Sabi) », in quanto monoteisti dediti a rituali dall'apparenza similare.
Alcuni studiosi, però, contestavano la qualifica di puro monoteismo per il sabeismo, dichiarandolo come una commistione di giudaismo e di magismo, un culto dualista, ma è probabile che ciò fosse dovuto al fatto che sotto l'etichetta comune di "sabeismo", che assicurava la protezione come "gente del Libro" in base alla legge coranica, si andassero accomunando sette religiose alquanto diverse tra loro.
Verso il IX secolo, alcuni studiosi radicali, non ravvisando più alcun minimo comun denominatore tra le diverse correnti cui era attribuito tale nome, presero ad interpretare la denotazione coranica di "Sabei" come puramente geografica-etnica, che designasse soltanto la comune origine yemenita sud-arabica degli adepti, e pertanto applicavano la protezione attribuita ai Sabei quali "genti del Libro" esclusivamente ai convertiti musulmani, seguaci del Corano, perseguitando le altre sette.
Pertanto il maggiore giurista dell'epoca, Muhammad al-Shāfiʿī (m. 820), fondatore del madhhab sciafeita, sentì nuovamente l'esigenza di indagare su quali fossero le credenze dei Sabei, al fine di determinare se « la jizya, l'imposta che i non musulmani dovevano pagare se non appartenevano alle Genti del Libro, dovesse essere loro applicata », e cercò di valutare se fossero differenti dai cristiani nelle materie fondamentali di fede, pervenendo alla conclusione che « sono una sorta di cristiani ».
Ibn al-Nadim (m. 987) menziona i Mughtasila (« coloro che fanno le abluzioni rituali ») come una setta sabea nella città di Mesene nel sud della Mesopotamia che identifica sé stessa come discendente dal profeta El-Hasaih (Elkasaï), un predicatore giudaizzante del I secolo, di cui si dice che abbia predicato ai Sobiai che vivevano presso i Parti. Secondo questa interpretazione i sabeisti giudaizzanti (Sābiʾūna Ḥunafāʾ), che praticavano il battesimo rituale, e i sabeisti gnostici (Sābiʾūn Mushrikūn), avrebbero attraverso Elkasaï un'origine comune, in quanto il fondatore della corrente gnostica manichea, il profeta Mani, sarebbe nato in una comunità elcasaita, per poi separarsene.
Anche lo storico Ibn Wahshiyya (X secolo) menziona i Sabei, descrivendone le pratiche agricole. Nella regione di Ḥarrān, nel Kurdistan turco, viveva l'importante comunità dei Sabei di Harran, i quali però si ritiene adorassero i corpi celesti, come il Sole, la Luna e le stelle, e fossero riconducibili agli ultimi esponenti di circoli filosofici legati all'Accademia platonica, o a culti buddisti importati dall'India.
Anche i Mandei, Mandāʾiyya مندائية (« gnostici»), che vivevano lungo il corso inferiore del Tigri e dell'Eufrate e presso lo Shaṭṭ al-ʿArab, almeno fino alla guerra in Iraq del 2003, battezzando i loro fedeli, erano designati dagli islamici iracheni preferibilmente come Sabei, Sabaya صابئة (« battisti »). La setta era nota agli studiosi dal 1652 grazie alla descrizione di un missionario carmelitano, designati come cristiani di san Giovanni, benché essi si riferivano a sé stessi come mandayya (gli illuminati) o nasôrayya , rivendicando origine dal profeta Giovanni Battista e non riconoscendo come profeti dopo di lui né Gesù né Maometto, ma ritenendosi i discendenti degli ebioniti cacciati da Gerusalemme dopo la rivolta antiromana di Bar Kochba nel 135. Benché tale discendenza sia ritenuta altamente improbabile, essi sono gli ultimi esponenti di questa antica corrente giudaizzante. In seguito alla guerra in Iraq solo circa 5.000 mandei restano in Iraq (2007), mentre circa 50.000 sono dispersi nel mondo. Anche nel Khuzistan iraniano vi è una minoranza mandea.